# Bleekgele hennepnetel
De bleekgele hennepnetel (Galeopsis segetum) is een eenjarige plant, die behoort tot de lipbloemenfamilie (Lamiaceae). De soort staat op de Nederlandse Rode lijst van planten als vrij zeldzaam en zeer sterk in aantal afgenomen. De plant komt van nature voor in Midden- en Zuid-Europa.
De plant wordt 7-30 cm hoog en heeft eironde tot lancetvormige bladeren. De bovenste bladeren zijn van onderen fluwelig behaard. De stengel is onder de knopen niet of weinig verdikt en met zachte haren bezet.
De bleekgele hennepnetel bloeit vanaf juni tot de herfst met geelwitte, 2,5-3,5 cm lange bloemen. De bovenlip van de bloemkroon is ingesneden-getand. De bloemen zitten met tien tot dertig stuks in schijnkransen.
De vrucht is een vierdelige splitvrucht.
De plant komt voor op open, droge, voedselarme grond langs houtwallen, spoorwegen en in bermen.